# 老部
老部，為漢字索引中的部首之一，康熙字典214個部首中的第一百二十五個（六劃的則為第八個）。在傳統漢字與中文簡化字中，其都被歸為六劃部首。老部以左、上方為部字。且無其他部首可用者將部首歸為老部。

## 部首單字解釋
1.年紀大、年高的，也指年紀大的人。
2.陳舊、歷時長久。
3.嫻熟、精熟、熟練、熟稔。
4.衰頹、疲困。
5.尊敬、尊崇。
6.對人的敬稱。
7.老子的簡稱。
8.極、很、總是。
9.助詞。常用於名詞和人的姓氏之前，無義。
10.姓。見萬姓統譜 · 八四。
11.退休。
12.經常的。
13.堅硬的、不嫩的。
考：ㄎㄠˇ，①老、長壽。②古稱父親，後只稱死去的父親。③稽覈、查核。④測驗、試驗。⑤查證、研究。⑥拷問，通拷。⑦瑕疵、缺點。⑧姓。⑨完成。⑩終止。⑪敲擊。⑫推按。⑬詢問。

## 字形

甲骨文
金文
大篆
小篆

### 另一個部首型態

筆順

考

甲骨文
金文
大篆
小篆

## 字例
| 除部首外之筆劃 | 字例 -{    |
| -------------- | ---------- |
| 0              | 老耂考     |
| 3              | 𦒵䎛耉     |
| 4              | 𦒹耄者耆   |
| 5              | 耇耈耉     |
| 6              | 䎜䎝耊耋䎞 |
| 10             | 𦓅         |
| 11             | 𦓇         |
| 12             | 𦓉         |
| 13             | 𦓊 }-      |

韓國古漢字：1.䎞：封号、地名；奴婢名用字。